# Brice Jovial
Brice Jovial (Aubervilliers, 25 gennaio 1984) è un ex calciatore francese, di ruolo attaccante.

## Palmarès

### Individuale
- Capocannoniere della Coupe de la Ligue: 1

2010-2011 (3 reti)